# ТЕМ103
ТЕМ103 (Тепловоз з Електричною передачею, Маневровий, 103-тя серія) — український дослідний чотиривісний тепловоз з осьовою формулою 2О−2О потужністю 800 к.с. Виготовлений в Україні на Луганському тепловозобудівному заводі.

## Історія
У 2001 в країні була створена державна програма «Розвиток рейкового рухомого складу соціального призначення для залізничного транспорту міського господарства», а 24 грудня того ж року вийшов наказ № 717Ц про план капітальних вкладень Укрзалізниці. Це стало підставою для початку робіт з проектування нового маневрового тепловоза.
За проектом локомотив повинен був мати модульну конструкцію, що дозволяло застосовувати дизельні двигуни потужністю 800, 1200, 1600 або 2000 к.с., а екіпажна частина могла бути виконана для колій шириною 1435 або 1520 мм. Першим зразком був обраний тепловоз з дизельним двигуном потужністю 800 к.с. і екіпажною частиною для використання на колії шириною 1520 мм. Технічне завдання на проектування і виготовлення було погоджено Головним управлінням локомотивного господарства українських залізниць 26 травня 2004. У 2005 холдингова компанія «Луганськтепловоз» спільно з «Електроважмашем» (поставляв електрообладнання) випустила тепловоз, який отримав позначення ТЕМ103-001.
На ТЕМ103 широко застосували мікропроцесорну електроніку, зокрема в системах управління і контролю дизельного двигуна і тепловоза, завдяки чому тепловоз хоч і був легшим за ТЕМ2 і ЧМЕ3, але мав близькі до них тягові характеристики. Також тепловоз був обладнаний реостатним гальмом потужністю 500 кВт, а встановлене обладнання дозволяло експлуатувати два тепловози за системою багатьох одиниць. Після проведення випробувань ТЕМ103 був прийнятий Міжвідомчою комісією і у 2006 його почали експлуатувати на Донецькій залізниці в локомотивному депо Дебальцеве-Пасажирське. Станом на 2018 рік ТЕМ103-001 зруйнований після артобстрілу ТЧ-14 Дебальцеве-Пасажирське у 2015 році.